# 大斑笛鯛
大斑笛鯛（學名：Lutjanus fuscescens）為笛鯛科笛鯛屬的其中一種，分布於中國、菲律賓、印尼、新幾內亞及所羅門群島的淡水、半鹹水域，棲息深度5-20公尺，體長可達40公分，棲息在溪流、河口區，屬肉食性，生活習性不明。

## 擴展閱讀
維基物種上的相關：大斑笛鯛